# Stina Nilsson
Täpp Karin Stina Nilsson (Malung, 24 giugno 1993) è un'ex biatleta ed ex fondista svedese.
Le sue 18 vittorie in gare sprint di Coppa del Mondo, la rendono la fondista svedese più vincente di sempre in questa specialità.

## Biografia

### Stagioni 2012-2014
Stina Nilsson ha iniziato la sua carriera nello sci di fondo; in Coppa del Mondo ha esordito il 7 marzo 2012 in una sprint in tecnica classica a Drammen (23ª) e ha ottenuto il primo podio il 13 gennaio 2013 a Liberec (2ª in una sprint a squadre in tecnica libera). Ha esordito ai Campionati mondiali a Val di Fiemme 2013 (5ª nella sprint) e ai Giochi olimpici invernali a Soči 2014 (medaglia di bronzo nella sprint a squadre e 10ª nella sprint). Il 5 marzo 2014 ha conquistato a Drammen il primo podio individuale in Coppa del Mondo (3ª nella sprint).

### Stagioni 2015-2017
Ha colto la sua prima vittoria in Coppa del Mondo il 18 gennaio 2015 a Otepää, nella sprint a squadre a tecnica libera disputata assieme a Ida Ingemarsdotter; ai successivi Mondiali di Falun 2015 ha vinto la medaglia d'argento nella sprint, nella sprint a squadre e nella staffetta. Il 13 dicembre 2015 ha trovato anche il primo successo individuale in Coppa del Mondo, vincendo nella sprint in tecnica libera di Davos. Nella rassegna iridata di Lahti 2017 ha vinto la medaglia d'argento nella staffetta e si è classificata 13ª nella 10 km, 12ª nella sprint, 25ª nello skiathlon e 4ª nella sprint a squadre.

### Stagioni 2018-2020
Ai XXIII Giochi olimpici invernali di Pyeongchang 2018 ha vinto la medaglia d'oro nella sprint, l'argento nella staffetta e nella sprint a squadre, il bronzo nella 30 km e si è classificata 10ª nello skiathlon; nella stagione successiva ha vinto la medaglia d'oro nella sprint a squadre e nella staffetta e quella d'argento nella sprint ai Mondiali di Seefeld in Tirol e ha conquistato la Coppa del Mondo di sprint. Al termine della stagione 2019-2020 ha lasciato lo sci di fondo per dedicarsi al biathlon.

### Stagioni 2021-2024: il passaggio al biathlon
Ha esordito in Coppa del Mondo di biathlon il 19 marzo 2021 a Östersund (26ª in una sprint), ha ottenuto il primo podio il 14 gennaio 2022 a Ruhpolding (2ª in staffetta) e il successivo 5 marzo anche il primo podio individuale nella sprint di Kontiolahti (3ª).
Si è ritirata dalla carriera agonistica nel 2024.

## Palmarès

### Sci di fondo

#### Olimpiadi
- 5 medaglie:
  - 1 oro (sprint a Pyeongchang 2018)
  - 2 argenti (staffetta, sprint a squadre a Pyeongchang 2018)
  - 2 bronzi (sprint a squadre a Soči 2014; 30 km a Pyeongchang 2018)

#### Mondiali
- 7 medaglie:
  - 2 ori (sprint a squadre, staffetta a Seefeld in Tirol 2019)
  - 5 argenti (sprint, sprint a squadre, staffetta a Falun 2015; staffetta a Lahti 2017; sprint a Seefeld in Tirol 2019)

#### Mondiali juniores
- 4 medaglie:
  - 3 ori (sprint a Erzurum 2012; sprint, staffetta a Liberec 2013)
  - 1 argento (staffetta a Erzurum 2012)

#### Coppa del Mondo
- Miglior piazzamento in classifica generale: 4ª nel 2017
- Vincitrice della Coppa del Mondo di sprint nel 2019
- 31 podi (24 individuali, 7 a squadre):
  - 15 vittorie (12 individuali, 3 a squadre)
  - 9 secondi posti (6 individuali, 3 a squadre)
  - 7 terzi posti (6 individuali, 1 a squadre)

##### Coppa del Mondo - vittorie
| Data                        | Località | Nazione   | Spec.                          |
| --------------------------- | -------- | --------- | ------------------------------ |
| 18 gennaio 2015             | Otepää   | Estonia   | TS TL (con Ida Ingemarsdotter) |
| 13 dicembre 2015            | Davos    | Svizzera  | SP TL                          |
| 16 gennaio 2016             | Planica  | Slovenia  | SP TL                          |
| 17 gennaio 2016             | Planica  | Slovenia  | TS TL (con Ida Ingemarsdotter) |
| 26 novembre 2016            | Kuusamo  | Finlandia | SP TC                          |
| 28 gennaio 2017             | Falun    | Svezia    | SP TL                          |
| 18 febbraio 2017            | Otepää   | Estonia   | SP TL                          |
| 8 marzo 2017                | Drammen  | Norvegia  | SP TC                          |
| 9 dicembre 2017             | Davos    | Svizzera  | SP TL                          |
| 20 gennaio 2018             | Planica  | Slovenia  | SP TC                          |
| 15 dicembre 2018            | Davos    | Svizzera  | SP TL                          |
| 12 gennaio 2019             | Dresda   | Germania  | SP TL                          |
| 13 gennaio 2019             | Dresda   | Germania  | TS TL (con Maja Dahlqvist)     |
| 16 marzo 2019               | Falun    | Svezia    | SP TL                          |
| 22 marzo 2019 24 marzo 2019 | Québec   | Canada    | Finali                         |

Legenda:

TL = tecnica libera

TC = tecnica classica

SP = sprint

TS = sprint a squadre

##### Coppa del Mondo - competizioni intermedie
- Vincitrice delle Finali nel 2019
- 17 podi di tappa:
  - 11 vittorie
  - 4 secondi posti
  - 2 terzi posti

###### Coppa del Mondo - vittorie di tappa
| Data             | Località      | Nazione   | Competizione    | Disciplina  |
| ---------------- | ------------- | --------- | --------------- | ----------- |
| 4 marzo 2016     | Québec        | Canada    | Ski Tour Canada | SP TL       |
| 31 dicembre 2016 | Val Müstair   | Svizzera  | Tour de Ski     | SP TL       |
| 3 gennaio 2017   | Oberstdorf    | Germania  | Tour de Ski     | 10 km PU    |
| 4 gennaio 2017   | Oberstdorf    | Germania  | Tour de Ski     | 10 km TL PU |
| 7 gennaio 2017   | Val di Fiemme | Italia    | Tour de Ski     | 10 km TC MS |
| 17 marzo 2017    | Québec        | Canada    | Finali          | SP TL       |
| 24 novembre 2017 | Kuusamo       | Finlandia | Ruka Triple     | SP TC       |
| 29 dicembre 2018 | Dobbiaco      | Italia    | Tour de Ski     | SP TL       |
| 1º gennaio 2019  | Val Müstair   | Svizzera  | Tour de Ski     | SP TL       |
| 22 marzo 2019    | Québec        | Canada    | Finali          | SP TL       |
| 23 marzo 2019    | Québec        | Canada    | Finali          | 10 km TC MS |

Legenda:

TL = tecnica libera

TC = tecnica classica

SP = sprint

PU = inseguimento

MS = partenza in linea

### Biathlon

#### Europei
- 1 medaglia:
  - 1 bronzo (staffetta mista a Lenzerheide 2023)

#### Coppa del Mondo
- Miglior piazzamento in classifica generale: 30ª nel 2022
- 2 podi (1 individuale, 1 a squadre):
  - 1 secondo posto (a squadre)
  - 1 terzo posto (individuale)